# Cordilura aberrans
Cordilura aberrans är en tvåvingeart som först beskrevs av Becker 1894.  Cordilura aberrans ingår i släktet Cordilura och familjen kolvflugor. Arten är reproducerande i Sverige. Inga underarter finns listade i Catalogue of Life.